# 郭城棟
郭城棟（1773年—？），山西文水縣人。清朝將領。
嘉慶元年（1796年），郭城棟中式丙辰科二甲第五名武進士，選三等侍衛。差滿引見，奉旨以都司用。嘉慶六年（1801年），揀發直隸委用，同年十月十五日委署理沿河口都司，辦理營務事宜，後題補沿河口都司。